# 111696 Геленормен
111696 Геленормен (111696 Helenorman) — астероїд головного поясу, відкритий 8 лютого 2002 року.
Тіссеранів параметр щодо Юпітера — 3,206.